# Maurice Calloo
Maurice Calloo (Toronto, 9 aprile 1999) è un cestista canadese.

## Carriera
Con il Canada ha disputato i Campionati americani del 2022.